# La Pernelle
La Pernelle är en kommun i departementet Manche i regionen Normandie i norra Frankrike. Kommunen ligger i kantonen Quettehou som tillhör arrondissementet Cherbourg. År 2022 hade La Pernelle 287 invånare.

## Befolkningsutveckling
Antalet invånare i kommunen La Pernelle
| Referens: INSEE |